# Heliobacterium sulfidophilum
Heliobacterium sulfidophilum è una specie di batterio appartenente alla famiglia delle Heliobacteriaceae.